# Tháp nước Phan Thiết

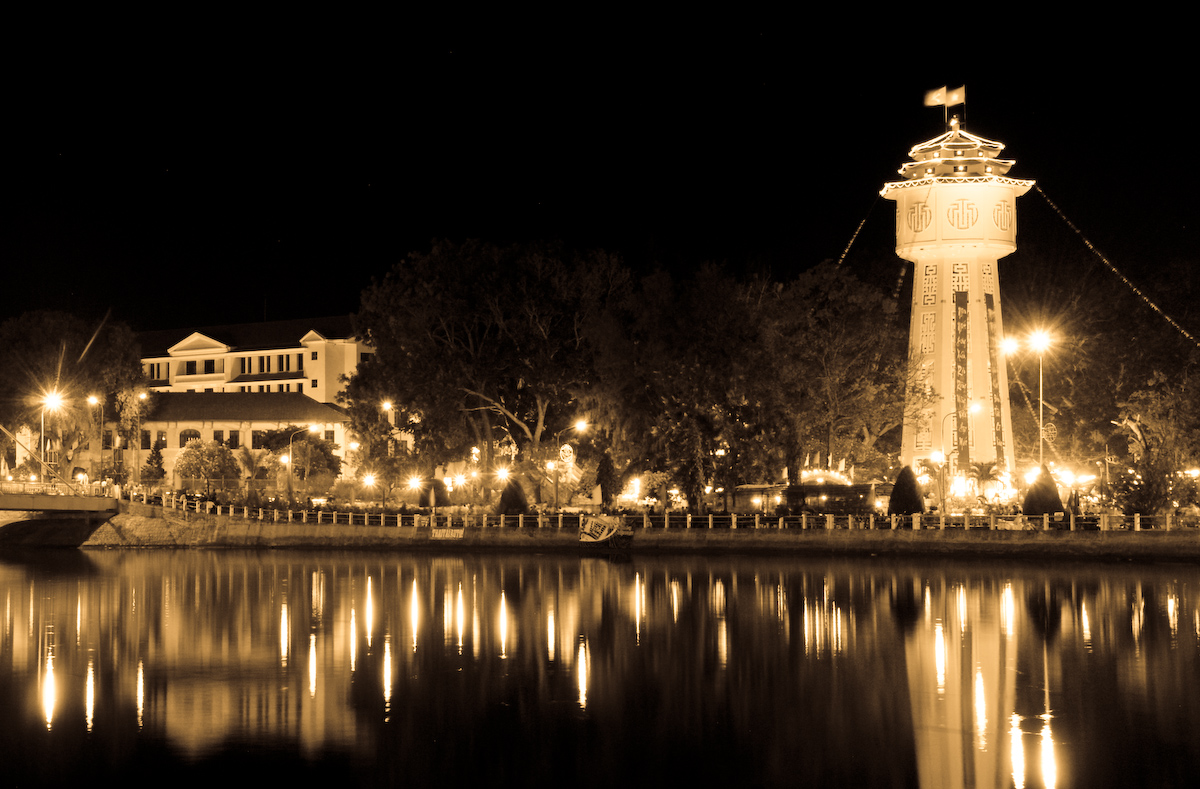
Tháp nước Phan Thiết về đêm

Tháp nước Phan Thiết (còn được gọi dân gian là Lầu Nước) là một công trình kiến trúc nổi tiếng ở Phan Thiết mà ngày nay là biểu tượng (điểm mốc) của thành phố này cũng như của tỉnh Bình Thuận. Hình ảnh của nó được vẽ cách điệu trên biểu trưng của tỉnh Bình Thuận.
Tháp nước Phan Thiết được xây dựng theo chủ trương quy hoạch đô thị của chính quyền thực dân Pháp, nhằm phục vụ cung cấp nước sinh hoạt cho Tòa Công sứ Pháp (nay là trụ sở Ủy ban Nhân dân tỉnh Bình Thuận) và rộng ra là cả cư dân nội thị Phan Thiết.
Công trình này được khởi công xây dựng vào cuối năm 1928 và hoàn thành vào đầu năm 1934 ngay bên tả ngạn sông Cà Ty, do Hoàng thân Souphanouvong người Lào thiết kế. Khi ấy, ông này là du học sinh Trường Trung học Albert Sarraut ở Hà Nội. Bản vẽ thiết kế kiến trúc của ông được Sở Công chánh Hà Nội duyệt và công trình được đưa ra đấu thầu xây dựng. Hồ sơ dự thầu có hai nhà thầu người Pháp và hai nhà thầu người Việt. Trong số đó, nhà thầu Ưng Du (người gốc Huế, làm việc ở Bình Thuận) đã trúng thầu và tiến hành thi công. 

## Thiết kế
Có những chữ "U.E.PT" (viết tắt của "Usine Des Eaux de Phan Thiet") được kiến trúc bằng các mảnh sứ chén kiểu ngày xưa ghép lại theo lối viết chữ hình tròn chạy quanh tháp nước.

## Chi tiết khác
Ngày nay, Tháp nước Phan Thiết không còn giữ chức năng chứa và cấp nước sinh hoạt nữa, thay vào đó, nó trở thành di tích lịch sử của tỉnh Bình Thuận, trên đỉnh có treo quốc kỳ Việt Nam và lá cờ đảng Cộng sản. Bên cạnh đó, rất nhiều doanh nghiệp tại tỉnh này thường cũng lấy hình ảnh tháp nước để đặt trên biểu trưng của họ để định vị địa lý.
Mỗi ngày làm việc trong tuần, tháp nước phát ra tiếng còi to và dài lúc 7 giờ sáng và 5 giờ chiều để báo giờ hành chính (hiện tại đã không còn sử dụng để báo giờ); và một hồi còi đặc biệt vào thời điểm giao thừa Tết Nguyên Đán.
| Thông tin chi tiết. |             |
| Thiết kế            | Xuphanuvông |
| Thi công            | Ưng Du      |
| Khởi công           | 1928        |
| Hoàn thành          | 1934        |
| Đưa vào sử dụng     | 1934        |
| Chất liệu           | Gạch        |
| Chiều cao           | 32 mét      |
| Bán kính bồn chứa   |             |
| Bán kình thân       |             |